# Pagalungan
Pagalungan ist eine philippinische Stadtgemeinde in der Provinz Maguindanao del Sur. Sie hat 39.653 Einwohner (Zensus 1. August 2015).

## Baranggays
Pagalungan ist politisch in zwölf Baranggays unterteilt.
- Bagoenged
- Buliok
- Damalasak
- Galakit
- Inug-ug
- Kalbugan
- Kilangan
- Kudal
- Layog
- Linandangan
- Poblacion
- Dalgan